# Georges Bensoussan (historien)
Cet article concerne l’historien français. Pour le réalisateur, voir Georges Bensoussan. Pour d'autres homonymes, voir Bensoussan.
Georges Bensoussan, né le 17 février 1952 à Ahfir au Maroc, est un historien français spécialiste d'histoire culturelle de l'Europe des XIXe et XXe siècles et, en particulier, des communautés juives.
Ses travaux sont notamment consacrés à l'antisémitisme, à la Shoah, au sionisme et aux articulations entre Histoire et mémoire. Il est rédacteur en chef de la Revue d'histoire de la Shoah, responsable éditorial au Mémorial de la Shoah (Paris) et conférencier sur le site communautaire juif Akadem.
Il place la Shoah dans l'histoire globale du monde et de l'Occident en prônant qu'il s'agit d'un « aboutissement », et non d'une anomalie.
Dans plusieurs de ses ouvrages dont notamment Les Territoires perdus de la République (2002), il se penche sur la résurgence de l'antisémitisme dans les banlieues françaises et plus particulièrement parmi les jeunes d'origine maghrébine.
À la suite de propos de Georges Bensoussan sur France Culture considérés par plusieurs associations comme polémiques, la chaîne est l'objet d'une mise en garde par le CSA. L'historien est poursuivi par ces associations pour incitation à la haine raciale ; il est relaxé en mars 2017 en première instance, et en mai 2018 en appel.

## Biographie
Georges Bensoussan naît au Maroc, d'où est originaire sa famille. Après une scolarité secondaire menée à Paris et des classes préparatoires au lycée Henri-IV, il poursuit des études d'histoire à l'université Paris I (doctorat de IIIe cycle en 1981 sous la direction d'Albert Soboul : La Révolution française dans les manuels scolaires (histoire et instruction civique) de 1867 à 1914), tout en étant professeur d’histoire en lycée à Paris. En 1991, il fait partie de l'équipe qui lance Sens Magazine autour de Michel Cool et Bernard Stephan. En 2003, il obtient son habilitation à diriger des recherches.
Depuis 1993, il dirige la revue d'histoire du Mémorial de la Shoah (aujourd’hui la Revue d'histoire de la Shoah) avant d’être nommé, en 2002, responsable éditorial du Mémorial. Il y a créé à la fin des années 1990 le service de formation consacré à l’enseignement de l’histoire de la Shoah.
En 2008, il marque son hostilité à l'introduction de l'enseignement de l'histoire de la Shoah en école primaire.
En 2010, il signe JCall, l’appel d’intellectuels juifs européens pour une paix israélo-palestinienne fondée sur le principe « deux peuples-deux États ».
Bensoussan déclare avec Marc Knobel, en janvier 2024, au sujet de l'attaque du Hamas contre Israël d'octobre 2023, qu'elle ne constitue pas un pogrom. Il fait valoir que les pogroms d'Europe de l'Est étaient fondamentalement des explosions de violence spontanées et chaotiques, tandis que les actes du Hamas ont été planifiés et exécutés de manière coordonnée par l'organisation terroriste palestinienne. Il propose ainsi la formule « Massacre d'un type génocide ». Il est en cela nuancé par les conclusions de l'enquête de Human Rights Watch publiée en juillet de la même année, désignant des « crimes contre l’humanité » ayant eu lieu ce jour-là,. Pour éclairer son propos, il rédige à la demande de son directeur Dominique Reynié pour Fondapol une étude sur les pogroms en Palestine, ayant eu lieu entre 1830 et 1948,,.

## Travaux
Il est surtout connu pour sa contribution à l’histoire de la Shoah qu’il dit aborder selon l’expression de Michel Foucault « en se déprenant du connu ». Suivant notamment Philippe Ariès, il n’y a pas, pour lui, d’histoire sans anthropologie. D’un point de vue méthodologique, il cherche en priorité à dégager le substrat intellectuel du social pour comprendre les phénomènes historiques, et décrypter le discours caché des conduites sociales. Il rejoint ainsi Zeev Sternhell.
Une part significative de son travail consiste à déconstruire certaines « évidences » en réexaminant les paradigmes admis. Selon lui, le sionisme n’est pas né d’une réaction à l’antisémitisme, mais d’un désenchantement de l’Europe des nationalités, Israël n’est pas née de la Shoah, même si celle-ci va contribuer à légitimer son existence et le conflit israélo-arabe n’est pas à l’origine de la disparition des communautés juives en terres arabes. Enfin et surtout, la Shoah est un fait d’histoire qu’il convient de ne pas trivialiser en la banalisant ou en l’instrumentalisant. Le fil rouge dans sa pensée, c'est l'étude des soubresauts des modernisations confrontées aux résistances et aux héritages du passé des sociétés et des cultures où ces modernisations se produisent : c'est l’analyse des longs détours de la modernité qui enracinent la Shoah au cœur de la vieille Europe, le sionisme au cœur de la sécularisation des sociétés et le destin des Juifs en pays arabes dans l’effritement lent des sociétés traditionnelles. Pour chaque sujet traité, il cherche à mettre en exergue la part d’universel que toute histoire singulière porte en elle.

### Que Sais-je? (1996)
Il est l’auteur de l’ouvrage consacré à la Shoah dans la collection encyclopédique Que sais-je ?, Histoire de la Shoah, depuis 1996, aux Presses universitaires de France (5e édition mise à jour, 2012, traduit en plusieurs langues). Il y fait une présentation synthétique, historiographiquement à jour des faits principaux de la Shoah, de leur réception contemporaine et de leur mise en histoire et en mémoire.

### Auschwitz en héritage?(1998)
Dans son essai Auschwitz en héritage ? D'un bon usage de la mémoire publié en 1998 (nouvelle édition augmentée en 2003), il tente de montrer que si la Shoah suscite aujourd'hui un sentiment de saturation (ce qui était d’ailleurs déjà le cas en 1946), c'est moins que l’on en parle « trop » que l’on en parle mal.
La question politique, estime-t-il, laisse la place à un lamento qui évite de s'interroger sur les structures de pensée d'un monde occidental, et germanique au premier chef, qui a conduit à ce désastre. Selon lui, l'histoire de la Shoah est aujourd'hui affadie sous la forme d'une religion civile, un moralisme pétri de « bons sentiments » qui induit l'idée, erronée, d'une parenthèse barbare. Auschwitz, soutient-il, n'est pas l'aboutissement de l'« intolérance » ni même du seul antisémitisme, mais le mariage de l'archaïsme (la passion antisémite) et des « anti-Lumières de progrès » dont l’histoire en Occident est, à quelques exceptions près, sous-estimée. Plutôt que de multiplier les cérémonies mémorielles et les invocations moralisantes, il plaide pour une « histoire politique » de la Shoah.
Auschwitz en héritage ? est très bien accueilli dans la presse, notamment par le Monde diplomatique qui en donne un compte rendu élogieux.

### Europe. Une passion génocidaire(2006)
Il poursuit son analyse des origines de la Shoah en publiant en 2006 Europe. Une passion génocidaire. Essai d'histoire culturelle (Paris, Mille et Une Nuits). Dans cet ouvrage, il entend réhabiliter une histoire culturelle longtemps suspectée d'essentialisme, pour montrer que les concepteurs de l'assassinat de masse des malades mentaux, d'une partie des Tziganes d’Europe et surtout des Juifs ont trempé dans un bain culturel spécifique. En particulier, dans l'espace germanique de la fin du XIXe siècle et de l’après Grande Guerre.
Il plaide, en suivant Michel Foucault, pour une « archéologie intellectuelle de la Shoah », en essayant de retracer l'histoire des « anti-Lumières », à commencer par les vieux courants de l’antijudaïsme chrétien, qui s’étaient employés durant un millénaire à faire des Juifs une « question ». Pour lui, on ne peut comprendre la législation nazie, en particulier les Lois de Nuremberg (1935), sans référence à l'histoire longue de la culture européenne. Ainsi, les années 1880-1914, ont-elles constitué la matrice d'une « brutalisation » de la société que la Grande Guerre allait exacerber. Dans ce livre, il reste fidèle à sa préoccupation d'une histoire sociale des idées et d’une histoire culturelle du social : il entend montrer que la Shoah est un événement sans précédent mais non sans racines, qu’il n’est donc pas un accident dans la marche continue du progrès tel que l'enseigne une conception réductrice des Lumières, mais que cette tragédie s’ancre au contraire dans le temps long de l'histoire.
Une fois encore, la presse accueille l'ouvrage positivement, du Monde à L'Humanité, en passant par L'Arche et au magazine Lire.

### Un Nom impérissable(2008)
En 2008, il publie Un Nom impérissable. Israël, le sionisme, la destruction des Juifs d'Europe (Paris, Le Seuil). Cette fois, il se place après l'événement afin d'étudier le rôle qui fut, et continue d'être prêté à la Shoah dans la genèse d'Israël : il y entend démonter l'opinion commune selon laquelle la naissance de l'État d'Israël serait une conséquence quasi directe de la Shoah. S’il reconnaît un lien essentiel entre la catastrophe juive et l’État d’Israël, il qualifie ce lien de politique et non d’historique, un lien de légitimité et non un lien de causalité. Il montre comment l'État d'Israël a géré le souvenir de cet événement qu'il allait commémorer durant des décennies, en opposant l'héroïsme des uns à la « lâcheté » supposée des autres. Loin d'occuper la place centrale qui est désormais la sienne dans l'État d'Israël, la Shoah a longtemps suscité un sentiment de honte et une réaction de rejet. Mais à partir du procès Eichmann (1961), et surtout après les guerres des Six Jours (1967) et du Kippour (1973), par le biais aussi (comme ailleurs) du renouvellement des générations, la Shoah s'est inscrite au cœur de l'identité israélienne, au point qu’aujourd’hui, avec le Mur occidental, Yad Vashem est le lieu le plus visité de l’État juif.
Alexandra Laignel-Lavastine fournit un compte rendu détaillé de l'ouvrage dans le Monde. Ailleurs, la réception est également positive, notamment dans plusieurs revues (Le Monde des religions, Tsafon, Sciences humaines, La Vie des Idées).

### Ouvrages sur le sionisme et les Juifs en pays arabes

#### Une histoire intellectuelle et politique du sionisme(2002)
En 2002, il publie Une histoire intellectuelle et politique du sionisme 1860-1940 (Fayard). Il part du constat qui fait du sionisme aujourd'hui un terme péjoratif, sinon une insulte, pour tenter de redonner ses droits à l’histoire dissimulée sous les « strates de cette stigmatisation ».
En s'appuyant sur une riche bibliographie (mais plutôt rare en langue française), il veut mettre en lumière un mouvement national qui pousse à redéfinir l'identité juive dans un sens sécularisé. Le sionisme, selon lui, est d’abord une révolution culturelle autour de l’hébreu redevenu une langue maternelle, même s’il n’avait jamais cessé d’être une langue vernaculaire et vivante. Pour lui, loin de ne viser que la création d'un État juif, le sionisme entend décoloniser le sujet juif et désaliéner l’homme juif au temps des nations. Dans un judaïsme qui est alors majoritairement européen, confronté à la modernité des Lumières, l'identité juive, remodelée, sécularisée, prend une forme nationale. Ce remodelage passe par une révolution culturelle autour de la langue de la nation juive : l'hébreu. Aussi, selon l'auteur, loin de ne parler qu'aux Juifs, le sionisme pose-t-il des questions majeures du XXe siècle, celles des rapports de la langue et de la nation, du peuple et du territoire, du devenir d'une foi nationale dans le processus de laïcisation, comme les formes culturelles du politique dans les sociétés de masse. Dans cet ouvrage, il interroge aussi l'utopie sociale qui accompagna le sionisme (le kibboutz). À la manière de Marc Bloch évoquant Robespierre, il interpelle les protagonistes d'aujourd'hui : « Sionistes, antisionistes, par pitié dites-nous ce que fut le sionisme ! ».
Sylvain Cypel, dans Le Monde, consacre un compte rendu détaillé et enthousiaste à son ouvrage : « Voilà la meilleure étude parue depuis longtemps en France sur les sources du sionisme, la plus complète, et surtout la plus honnête ». Du Figaro, à Libération, en passant par La Croix, les comptes rendus de la presse sont élogieux.

#### Juifs en pays arabes (2012)
Forte d'un million de personnes en 1945, la société juive en terre arabe en rassemble aujourd'hui à peine cinq mille. Il souligne qu'en moins de 30 ans, ce monde s'est dissous sans que cela émeuve beaucoup. Occultée jusqu'aujourd'hui, cette histoire est analysée dans Juifs en pays arabes. Le grand déracinement 1850-1975 (2012).
Il entend montrer que l'histoire des antiques communautés juives d'Afrique du Nord et du Proche et Moyen-Orient a fait l'objet de lectures superficielles et souvent passionnelles. Il montre comment les Juifs d'Orient, séfarades ou Juifs de culture arabe, ont accédé au XIXe siècle à une forme de modernité culturelle et économique. Mentalement au moins, sinon politiquement, ils se sont, selon l'auteur, affranchis de l'ancestral statut du dhimmi.
Ainsi, bien avant que le conflit de Palestine ne vienne, aux alentours des années 1930, dégrader un peu plus les relations judéo-arabes, la situation était conflictuelle car l'ancien dominé réclamait un statut de sujet égal en droits. Les prémices de la décolonisation, le conflit en Palestine, mais aussi la collusion de certaines figures arabes avec le nazisme vont finir par altérer, sinon dissoudre les liens d’une longue cohabitation. Pour lui, le départ des Juifs du monde arabe a donc commencé, culturellement, bien avant 1945.
Outre le conflit palestinien, révélateur et accélérateur plus que cause profonde de l’exode, la fin des Juifs en terre arabe est d’abord liée à leur émancipation dans le contexte d’une décolonisation où, à quelques exceptions près (la Tunisie en particulier), le nationalisme arabe s’est replié sur une conception ethnicisée de la nation qui exclut les Juifs du corps national, eux qui étaient les plus anciens indigènes de certains de ces territoires.
Selon lui, cette exclusion s'est aussi tissée, et peut-être surtout, de jalousies sociales et de ressentiment face à l’élite juive nettement plus avancée scolairement et socialement. La minorité juive, à la présence millénaire, fut contrainte sourdement au départ en allant former ici et là une nouvelle diaspora, mais en rejoignant surtout, pour les ¾ d’entre elle, l’État d’Israël. Rarement expulsée, plus souvent exclue en sourdine sans possibilité de recours à la loi, la communauté juive s’exile non sans connaître au passage humiliation, spoliation, et parfois même violences et pogroms (Libye, Égypte, Syrie, Irak).
Pierre Assouline, dans le magazine L'Histoire fait son portrait à l'occasion du compte rendu qu'il donne de son ouvrage. La Quinzaine littéraire, Marianne, Le Figaro Littéraire accueillent aussi très favorablement son ouvrage.

### Antisémitisme et banlieue française

#### Les Territoires perdus de la République(2002)
En 2002, il dirige, sous le pseudonyme d'Emmanuel Brenner, la rédaction d'un ouvrage rassemblant les témoignages de plusieurs enseignants et chefs d'établissements scolaires français, Les Territoires perdus de la République : antisémitisme, racisme et sexisme en milieu scolaire. Il y dépeint principalement une jeunesse issue de l'immigration maghrébine traversée partiellement par l'antisémitisme.
L'expression « territoires perdus de la République » sera reprise par des hommes politiques dont le président de la République, Jacques Chirac, Philippe de Villiers et du rapporteur de la commission Stasi Rémi Schwartz. L'ouvrage est également utilisé comme base de réflexion par des spécialistes français de l'islam comme Anne-Marie Delcambre. Alain Finkielkraut parle en 2013 d'un « livre capital […] écrit par des professeurs [qui] faisait apparaître la triste réalité des quartiers difficiles : misogynie, antisémitisme, francophobie ». Une nouvelle édition de poche augmentée d'une postface, paraît après les attentats de janvier 2015 en France
Critiques envers l'ouvrage, les conclusions avancées dans cet ouvrage sont mises en cause par quelques auteurs, comme Alain Gresh, journaliste au Monde diplomatique, ou par Ivan Segré dans l'organe du Parti des Indigènes de la République. Ce dernier déclare : « Mon approche sociologique a été la suivante : s’en tenir aux documents dont Georges Bensoussan a fait lui-même état, à savoir les témoignages des enseignants qui ont été publiés sous sa direction et une étude statistique sur les préjugés anti-juifs chez les jeunes, qui est parue dans le livre « Les Anti-feujs », publié à l’initiative de l’UEJF. Ce sont en effet les deux seuls documents sur lesquels il s’appuie pour fonder sa thèse « ethno-culturelle » d’un antisémitisme d’origine principalement maghrébine… Or une analyse un tant soit peu critique de ces documents, et j’entends par critique un minimum de rigueur intellectuelle, met en évidence que rien, absolument rien ne justifie d’imputer aux jeunes d’origine maghrébine une résurgence de l’antisémitisme dans les Collèges et les Lycées. ».
Le livre trouvera un prolongement dans un second ouvrage intitulé France prends garde de perdre ton âme paru en 2004, qui explique que l’antisémitisme des jeunes issus de familles maghrébines est « un phénomène qui, bien que massif au vu de ce qu’il appelle « la réalité du terrain », est pourtant nié par les sociologues ». Il nomme ce refus de prendre en compte la réalité « l’illusion sociologique », soit la volonté de réduire ces phénomèmes à des causes socio-économiques alors que ceux-ci « sont selon lui largement attribuables à des causes qu’il appelle « ethno-culturelles » ».

## Controverse et procès à la suite de l'émissionRépliques(2015)

### Propos prêtés par Georges Bensoussan à Smaïn Laacher
Le 10 octobre 2015, il est invité par Alain Finkielkraut dans l'émission Répliques sur France Culture, pour un débat avec l'historien Patrick Weil autour du sujet « Le sens de la république » — titre d'un des ouvrages de Patrick Weil. 
À la 26e minute de l'émission, il déclare : « Aujourd'hui effectivement nous sommes en présence d'un autre peuple qui se constitue au sein de la nation française, qui fait régresser un certain nombre de valeurs démocratiques qui nous ont portés. »

Puis à la 28e minute il tient les propos suivants qui provoquent un débat : 

« Il n'y aura pas d'intégration tant qu'on ne se sera pas débarrassé de cet antisémitisme atavique qui est tu, comme un secret. Il se trouve qu'un sociologue algérien, Smaïn Laacher, d'un très grand courage, vient de dire dans le film qui passera sur France 3 : "C'est une honte que de maintenir ce tabou, à savoir que dans les familles arabes, en France, et tout le monde le sait mais personne ne veut le dire, l'antisémitisme, on le tète avec le lait de la mère". »

 Immédiatement, Patrick Weil lui répond : « C'est une honte que vous puissiez dire une chose pareille parce que vous condamnez quatre millions de nos compatriotes. »

### Démenti et droit de réponse de Smaïn Laacher
Le 16 octobre suivant, Smaïn Laacher, dément formellement les propos qui lui sont attribués.

Le 24 octobre, 15 jours plus tard, Alain Finkielkraut lit à l'antenne un droit de réponse de Smaïn Laacher : 

« À la suite de l'échange il y a 15 jours sur le sens de la république, Monsieur Smaïn Laacher a demandé et obtenu le droit de réponse suivant : "au cours de l'émission Répliques du 10 octobre 2015, Monsieur Georges Bensoussan m'a attribué la phrase suivante (…). Cette prétendue citation n'est que la déformation outrancière de mes propos mais aussi de ma pensée. Je n'ai évidemment jamais suggéré ni supposé que l'antisémitisme de certaines familles arabes s'expliquait par une cause biologique. Une telle thèse qui suggère l'idée d'un racisme naturel est précisément aux antipodes de mes travaux de sociologue. Cette théorie est totalement éloignée de ce que je suis et de ma pensée". »

L'enseignante et militante Laurence de Cock, une des signataires de la tribune de Mediapart du 13 octobre 2015 (voir ci-après), incite Smaïn Laacher à déposer une plainte contre lui, plainte (dont le motif n'est pas connu) retirée avant de donner lieu à des poursuites.

### Citation originale de Smaïn Laacher et article précisant sa pensée
Le film qu'il mentionne est diffusé le 22 octobre 2015 sur France 3,. Les propos tenus par Smaïn Laacher auxquels il se réfère sont les suivants : 

« Cet antisémitisme, il est déjà déposé dans l'espace domestique. Il est dans l'espace domestique et il est quasi naturellement déposé sur la langue, déposé dans la langue. Une des insultes des parents à leurs enfants quand ils veulent les réprimander, il suffit de les traiter de Juif. Et ça toutes les familles arabes le savent. C'est une hypocrisie monumentale que de ne pas voir que cet antisémitisme, il est d'abord domestique et, bien évidemment, il est sans aucun doute renforcé, durci, légitimé, quasi naturalisé au travers d'un certain nombre de distinctions à l'extérieur. Il le trouvera chez lui, et puis il n'y aura pas de discontinuité radicale entre chez lui et l'environnement extérieur parce que l'environnement extérieur en réalité le plus souvent, dans ce qu'on appelle les ghettos, il est là, il est dans l'air que l'on respire. Il n'est pas du tout étranger et il est même difficile d'y échapper, en particulier quand on se retrouve entre soi, ce sont les mêmes mots qui circulent. Ce sont souvent les mêmes visions du monde qui circulent. Ce sont souvent les mêmes visions du monde fondées sur les mêmes oppositions et en particulier cette première opposition qui est l'opposition eux et nous. Puis après sur cette grande opposition, sur cette grande bipolarité, eh bien, se construisent une multiplicité d'oppositions entre les nationalités, entre les ethnies, etc. »

Le 21 janvier 2016, Smaïn Laacher publie un article dans Le Monde, intitulé « L'antisémitisme, une histoire de famille ? » où il reprend sur le fond la même analyse que précédemment. Ni les propos tenus par Smaïn Laacher dans le documentaire diffusé le 22 octobre 2015, ni son article du 21 janvier 2016 ne font l'objet de polémiques ou de réactions.

### Réactions tierces à ses propos
À la suite de ces propos, diverses réactions le condamnent. Le 13 octobre, plusieurs militants associatifs, enseignants et chercheurs interpellent le Conseil supérieur de l'audiovisuel (CSA), qualifiant ses propos, dans une tribune sur un blog de Médiapart, de « racisme biologique, condamnant au délit, sans distinction, une partie de la population française dès la naissance. »
Alain Jakubowicz, président de la LICRA, réagit par une tribune le 12 novembre 2015.

En réaction à ces prises de position contre lui, une tribune paraît le 4 décembre dans Le Figaro signée par des universitaires, historiens et sociologues stipulant : 

« Georges Bensoussan n'est pas le premier à évoquer cet antisémitisme culturel. Des intellectuels, notamment maghrébins ou d'origine maghrébine, l'avaient souligné avant lui. Boualem Sansal, Kamel Daoud, Fethi Benslama et Riad Sattouf pour ne citer que des auteurs reconnus en France, avaient déjà décrit cette situation. Évoquer un "glissement assuré d'un racisme culturel à un racisme biologique", comme le font ses accusateurs, relève de la bêtise autant que de la mauvaise foi. Le travail mené depuis plus de vingt ans par cet historien, tant dans ses livres qu'à la tête de la Revue d'histoire de la Shoah, montre l'inanité et la perversité de ces accusations. »

Le 16 juin 2017, Laurence de Cock, proche du Front de gauche de Jean-Luc Mélenchon, écrit à la direction du Mémorial de la Shoah « pour se plaindre de sa présence dans le cadre du séminaire des enseignants à destination du secondaire » (il s'agissait du séminaire créé, monté et organisé par le même Bensoussan).

### Mise en garde du CSA
En décembre 2015, le CSA adresse à France Culture « une mise en garde ferme » pour la diffusion de ces propos, considérant que ses propos « étaient susceptibles d’encourager des comportements discriminatoires »,.

Interrogé sur cette affaire en avril 2016 par la revue de la LICRA Le Droit de vivre, Alain Finkielkraut répond : 

« J’ai eu un avertissement du CSA, j’ai été convoqué par la directrice de France Culture. […] J’ai demandé un décryptage de l’émission, et je dis bien, à un moment donné, après l’intervention de Bensoussan, qu’il y avait dans ces propos un risque d’essentialisation. On a fait un faux procès à Bensoussan, et à moi également. Il s’est trompé : à partir du moment où il impliquait dans son discours un sociologue algérien, il fallait le citer exactement. […] Mais l’aurait-il cité exactement que ça aurait été plus fort que la métaphore qu’il a utilisée. »

### Poursuites pour incitation à la haine et relaxes

#### Poursuites et procès
Le 4 novembre 2016, le Collectif contre l'islamophobie en France (CCIF) publie un communiqué mentionnant qu'il avait signalé les propos de Bensoussan à la préfecture de Paris et que le parquet « a décidé diligenter des poursuites ». Il a été confirmé que le CCIF avait effectué un signalement auprès du Parquet cinq mois après l’émission. Il est convoqué devant le tribunal correctionnel, le 25 janvier 2017.
Plusieurs associations se constituent partie civile dont, outre le CCIF, notamment la LICRA, SOS Racisme, et la Ligue des droits de l'homme.
Le procès est suivi par la presse. Pour Alain Finkielkraut, qu'il cite comme témoin, « les associations antiracistes ne luttent plus contre le racisme. Leur objectif est d’interdire de penser, il s’agit de soustraire la réalité à l’investigation et les musulmans à la critique. » Des écrivains et des chercheurs comme Elisabeth de Fontenay, Boualem Sansal ou Yves Ternon apportent leur soutien au spécialiste de l'histoire culturelle de l'Europe.
En revanche, pour le journaliste Mohamed Sifaoui cité à témoigner par la LICRA, il « est un destructeur des ponts entre Juifs et Arabes » même si « personne ne nie [...] qu’il y a un antisémitisme endémique dans la communauté musulmane en France », la militante de l'Union juive française pour la paix Michèle Sibony allant jusqu'à accuser l'historien de pratiquer un « discours digne d’un Drumont ». Quant à la sociologue et anthropologue Nacira Guénif, elle « assure que l’insulte « espèce de Juif, mes excuses », souvent utilisée en arabe, « est passée dans le langage courant et ne signifie pas la haine des Juifs ». ».
La participation de la LICRA en tant que partie civile à ce procès, incomprise d'une partie des militants, provoque des réactions internes qui conduisent à la fin de la présidence d'Alain Jakubowicz, remplacé par Mario Stasi[réf. nécessaire].

#### Relaxes
Le 7 mars 2017, il est relaxé par la 17e chambre du tribunal correctionnel de Paris, qui, dans ses attendus, précise : « Enfin et surtout, l'infraction de provocation à la haine, la violence ou la discrimination suppose, pour être constituée, un élément intentionnel », et la caractérisation de celui-ci « se heurte au fait que Georges Bensoussan […] n'a eu de cesse de déplorer cette constitution de deux peuples séparés […] et d'appeler non pas à une séparation de la fraction supposée avoir fait sécession, à son rejet, son bannissement ou son éradication, mais au contraire à sa réintégration dans la nation française,. » Le tribunal a aussi déclaré irrecevable la constitution de partie civile du CCIF. Le CCIF annonce son intention de faire appel de ce jugement. L'audience d'appel a lieu le 28 mars 2018. 
Le 24 mai 2018, la Cour d’appel de Paris le relaxe encore « de toute accusation de racisme et d’incitation à la haine pour ses propos sur les musulmans »,. « La Cour d’appel considère qu’il n’y avait pas de provocation à la haine car l’historien n’a nullement visé la communauté arabo-musulmane dans son ensemble, mais insisté à plusieurs reprises sur l’emprise de l’idéologie salafiste. » Le CCIF et la Ligue des droits de l’Homme (LDH) se pourvoient en cassation. En septembre 2019, la Cour de cassation rejette les pourvois des parties civiles.

## Film documentaire
Un film documentaire réalisé par José Ainouz et titré Georges Bensoussan, un Historien : Le Prix de la Liberté sort au cinéma en 2022. Ce film propose une rétrospective du travail académique de Georges Bensoussan, et se concentre sur ses thèmes de prédilection (l'histoire juive et les Juifs du monde arabe), mais sans omettre d'évoquer le procès intenté à l'historien.

## Publications
- Génocide pour mémoire. Des racines du désastre aux questions d'aujourd'hui, Paris, Le Félin, 1989.
- L'Idéologie du rejet. Enquête sur « Le monument Henry » ou archéologie du fantasme antisémite dans la France de la fin du XIXe siècle, Éd. Manya, 1993, coll. « Document ».
- Mémoires juives, (collectif), Paris, Gallimard, 1994.
- Histoire de la Shoah, Paris, PUF, 1996, coll. « Que sais-je ? » ; 2e édition revue et corrigée, 1997 ; 3e édition refondue 2006 ; 4e édition, 2010, 5e édition mise à jour, 7e édition, 2020, 2012 (traduction espagnole, italienne, japonaise).
- Avec Anne Baron (et al.), L'Aubrac, éd. M. Houdiard, « Guide historique et littéraire », Paris, 1998.
- Une histoire intellectuelle et politique du sionisme: 1860-1940, Paris, Fayard, 2002.
- Auschwitz en héritage? D'un bon usage de la mémoire, Paris, Mille et Une Nuits, 1998 ; nouvelle édition augmentée, Paris, Mille et Une Nuits/Fayard, 2003 (traduction espagnole et italienne).
- Du fond de l'abîme. Journal du ghetto de Varsovie, avec Hillel Seidman, Nathan Weinstock, Paris, Pocket, 2002.
- Les Territoires perdus de la République : antisémitisme, racisme et sexisme en milieu scolaire, Paris, Mille et Une Nuits, 2002 ; (3e édition augmentée, Paris, Hachette, 2015, coll. "Pluriel").
- Ailleurs, hier, autrement : connaissance et reconnaissance du génocide des Arméniens, co-dirigé avec Claire Mouradian et Yves Ternon, Centre de documentation juive contemporaine, 2003.
- France, prends garde de perdre ton âme…, Paris, Mille et Une Nuits, 2004.
- Une histoire intellectuelle et politique du sionisme (1860-1940), Paris, Fayard, 2002 ; nouvelle édition revue et augmentée, 2003 (traduit en italien).
- Les Archives clandestines du ghetto de Varsovie, Emmanuel Ringelblum et le Collectif Oyneg Shabbes. Exposition : Mémorial de la Shoah, Paris, 2006-2007, Mémorial de la Shoah, 2006.
- Europe, une passion génocidaire. Essai d'histoire culturelle, Paris, Mille et Une Nuits, 2006.
- Histoire, mémoire et commémoration. Vers une religion civile, dans Le Débat, Paris, Gallimard, novembre-décembre 1994, p. 90-97.
- Un nom impérissable. Israël, le sionisme et la destruction des Juifs d'Europe (1933-2007), Paris, Le Seuil, 2008.
- Juifs en pays arabes : le grand déracinement, 1850-1975, Paris, Tallandier, 2012, 965 p. (ISBN 978-2-84734-887-3, DOI 10.3917/talla.benso.2012.01, présentation en ligne). Édition actualisée : Juifs en pays arabes : le grand déracinement, 1850-1975, Paris, Tallandier, coll. « Texto », 2021, 1087 p. (ISBN 979-10-210-5090-7).
- Atlas de la Shoah : la mise à mort des Juifs d'Europe, 1939-1945, Paris, Éditions Autrement, 2014.
- Dictionnaire de la Shoah, co-dirigé avec Jean-Marc Dreyfus, Edouard Husson, Joël Kotek, Paris, Larousse, 2015.
- L'Histoire confisquée de la destruction des Juifs d'Europe, Paris, PUF, 2016.
- Une France soumise - Les voix du refus, sous la dir. de Georges Bensoussan, préface d'Elisabeth Badinter, Paris, Albin Michel, 2017.
- Les Juifs du monde arabe : la question interdite, Paris, Odile Jacob, 2017, 165 p. (ISBN 978-2-7381-3513-1, DOI 10.3917/oj.benso.2017.01).
- L'Alliance israélite universelle (1860-2020), Juifs d'Orient, Lumières d'Occident, Paris, Albin Michel, 2020[87].
- Un Exil français. Un historien face à la justice, préface de Jacques Julliard, L'Artilleur, 2021.
- Les Origines du conflit israélo-arabe (1870-1950), Paris, PUF, 2023, coll. Que sais-je ?.

## Prix
- 1994 : prix Zadoc Kahn du Consistoire de France pour son livre L'Idéologie du rejet (éditions Manya, 1993)
- 2002 : prix du Fonds social juif unifié pour son livre Une histoire intellectuelle et politique du sionisme. 1860-1940 (Fayard, 2002)
- 2008 : prix Mémoire de la Shoah 2008, attribué par la fondation Jacob Buchman, sous l'égide de la Fondation du judaïsme français[88]
- 2018 : Prix de la laïcité de l'association Comité Laïcité République[89]